# August Sang
August Sang (Pärnu, 27 de juliol de 1914 - Tallinn,  14 d'octubre de 1969) fou un poeta i traductor estonià.

## Vida i obra
August Sang va néixer a Pärnu, on es va graduar a l'institut el 1932. Després del servei militar, va estudiar del 1934 al 1942 a la Facultat de Filosofia de la Universitat de Tartu. Diverses vegades va haver d'interrompre els seus estudis per guanyar-se la vida.
Sang havia escrit poesia des de molt jove. Sota el pseudònim d'Injo, va participar amb èxit en un concurs literari organitzat per la revista juvenil Kevad el 1934 amb el seu poema Improvisatsioon i el mateix any va debutar a la revista literària Looming. El seu recull de poemes Üks noormees otsib õnne ("Un jove busca la felicitat", 1936) el va consagrar com a poeta. Des de llavors també va escriure nombroses ressenyes i assajos sobre literatura. A finals de la dècada de 1930, es va unir al cercle poètic Arbujad, al qual pertanyia també la que esdevindria la seva dona el 1936, Kersti Merilaas. La parella tingué un fill també poeta, Joel Sang (1950). El segon recull de poemes de Sang, Müürid ("Parets"), es va publicar el 1939. La seva poesia està influenciada per la de Heine, sobre qui va publicar un llibre d'assaig el 1938 (Heinrich Heine: luuletaja ja võitleja. "Heinrich Heine, poeta i lluitador").
Després de l'annexió soviètica d'Estònia, Sang tingué problemes per continuar publicant i va dedicar-se també a traduir. Va traduir poesia i prosa de l'alemany, el rus, el francès i el txec a l'estonià; va traduir autors com Goethe (i en destaca la seva traducció del Faust), Peter Weiss, Maksim Gorki, Vladímir Maiakovski, Franz Kafka, Gottfried Keller, Molière, Egon Erwin Kisch i Lion Feuchtwanger. Sang tenia un especial interès per les obres de Vítězslav Nezval, cosa que el dugué a aprendre la llengua txeca.

## Llegat
El 2018, la Fundació Kultuuurileht va establir el "premi de traducció de poesia August Sang", atorgat cada agost a la millor traducció de poesia publicada des de l'agost de l'any anterior.

## Obres
- Üks noormees otsib õnne (1936)
- Arbujad: valimik uusimat eesti lüürikat (compilació 1938)
- Heinrich Heine (biografia, 1938)
- Müürid (1939)
- Võileib suudlusega (1963)
- Sada laulu (col·lecció seleccionada, 1965)
- Luuletused (col·lecció seleccionada, 1970)
- Väike luuleraamat (selected collection, 1971)
- Laenatud laulud (antologia de traduccions en 2 volums, 1973–74)
- Laulud (selected collection, 1977)
- Emajõe unisel veerel (antologia, 2003)